# Ottavio Paravicini
Ottavio Paravicini o Parravicini o Paravicino (Roma, 11 luglio 1552 – Roma, 3 febbraio 1611) è stato un cardinale, vescovo cattolico, nunzio apostolico italiano.

## Biografia
Ottavio Paravicini nacque a Roma l'11 luglio 1552, figlio di Giovanni Michele e di Lomellina Laudata di Gaeta. Discendente da una nobile famiglia valtellinese, trasferitasi a Como nella seconda metà del XV secolo e quindi a Roma agli inizi del XVI, fu discepolo di San Filippo Neri ed allievo di Cesare Baronio.
Nel 1580 fu inviato da papa Gregorio XIII  alla nunziatura di Madrid  per poi rientrare a Roma nel 1584  essendo stato nominato vescovo  di Alessandria. La sua consacrazione avvenne il 15 luglio 1584 nel duomo di Milano  per mano di San Carlo Borromeo. Nel 1587, pur rimanendo vescovo di Alessandria, fu inviato da papa Sisto V presso gli Svizzeri, in qualità di nunzio apostolico, con il compito di riorganizzare i cantoni di religione cattolica; in tale incarico seppe distinguersi per la sua vasta opera di rinnovamento (nella linea tracciata dal concilio tridentino), dimostrando altresì notevoli doti di prudenza e di diplomazia. 

Richiamato dalla nunziatura svizzera, papa Gregorio XIV gli conferì il 6 marzo 1591  la porpora cardinalizia, prima con il titolo presbiteriale di San Giovanni a Porta Latina  e poi, dal 1592, di Sant'Alessio. 
Nell'agosto del 1591 fu eletto legato in Francia. Fu quindi incaricato da papa Innocenzo IX di costituire, a protezione della nazione tedesca, la Congregatio Germanica, incarico che mantenne anche sotto il pontificato di Clemente VIII e di Paolo V. 

Nel 1596 rinunciò al vescovado di Alessandria, alla cui Chiesa, nonostante gli importanti impegni fuori sede, diede un notevole contributo di miglioramento non solo spirituale ma anche economico. 

Dal 1608 al 1609 ricoprì la carica di camerlengo di Santa Romana Chiesa.
Morì a Roma il 3 febbraio 1611 e fu sepolto nella basilica dei Santi Bonifacio ed Alessio sull'Aventino.

## Genealogia episcopale e successione apostolica
La genealogia episcopale è:
- Arcivescovo Filippo Archinto
- Papa Pio IV
- Cardinale Giovanni Antonio Serbelloni
- Cardinale Carlo Borromeo
- Cardinale Ottavio Paravicini

La successione apostolica è:
- Arcivescovo Camillo Borghese (1594)
- Vescovo Filippo Archinto (1595)
- Vescovo Eugenio Savino (1596)
- Vescovo Johann Jakob Mirgel (1598)
- Vescovo Ursino de Bertis (1598)
- Vescovo Vittorino Manso, O.S.B. (1599)
- Arcivescovo Francisco Velarde de la Cuenca (1599)
- Vescovo Gregor Helfenstein (1599)
- Vescovo Placido Fava, O.S.B.Oliv. (1600)
- Vescovo Gaspare Paluzzi degli Albertoni (1601)
- Vescovo Camillo Aulari (1602)
- Arcivescovo Lucio de Morra (1606)
- Vescovo Istvan Szentandrássy, O.F.M. (1606)
- Arcivescovo Juan Beltrán Guevara y Figueroa (1606)
- Vescovo Giulio Lana (1606)
- Cardinale Giambattista Leni (1608)